# Julia Csergo
Julia Csergo (née Scialom) est une historienne française. Elle est née en 1954 à Tunis (Tunisie). Sa famille rejoint la France en 1964. Elle vit actuellement au Québec où elle enseigne à l'ESG UQAM.  

## Formation
Julia Csergo obtient une licence d’histoire mention économie en 1975 à l’Université Paris-VII, puis une maîtrise en histoire de l’Antiquité grecque sous la direction de Pierre Vidal-Naquet en 1976. Elle rejoint ensuite l’École des Hautes études en sciences sociales de Paris (EHESS) où elle obtient un diplôme d'études approfondies (DEA) (1981) puis un Doctorat en histoire et civilisation du monde contemporain sous la direction de Jean-Paul Aron (1986). Elle est aussi titulaire d’un diplôme d'études supérieures spécialisées (DESS) en ingénierie culturelle de l’Institut supérieur de management culturel (1990) de Claude Mollard. Elle a également poursuivi durant les années 1970 à 1980, comme auditrice libre, une formation en arts plastique à l'École des Beaux-Arts de Paris et en histoire de l'art à l'École du Louvre de Paris.

## Parcours professionnel

### Enseignement
D’abord professeure d’histoire et de géographie dans l’enseignement secondaire, Julia Csergo est chercheure au Centre de recherche historique de l’EHESS (1981-1983 et 1985-1987). Ensuite, elle est titulaire de la Chaire Gastronomie des régions entre 1991 et 1995 à l’École supérieure des arts culinaires et de l’hôtellerie d’Écully devenu l'Institut Paul Bocuse. En 2002, elle devient maître de conférences en histoire contemporaine à l’Université Lumière Lyon 2 (département tourisme),,, avant de rejoindre en 2012 l’Université du Québec à Montréal où elle est professeure titulaire au département d’Études urbaines et touristiques de l’ESG-UQAM et où elle développe des formations de 1er cycle et 2e cycle en Études sur l’alimentation.

### Recherches
Longtemps membre du Laboratoire d’études rurales de l’université Lumière-Lyon-II (2002-2019), Julia Csergo est membre associée de la Chaire du Canada en patrimoine urbain de l’ESG -UQAM dirigée par Lucie K. Morisset depuis 2012 ; du laboratoire Images, sociétés, représentations du Centre d’histoire du XIXe siècle de Paris I-Paris IV depuis 1998; du CELAT Centre de recherche Culture – Art – Société depuis et est membre de l'Institut du patrimoine de l'UQAM depuis 2015 où elle est devenue directrice intérimaire en 2021.
Elle est membre de nombreux comités et conseils scientifiques comme : la revue Sociétés & représentations ; la revue d’Histoire culturelle ; la revue Droit et Pratique du tourisme ; la collection Addiction des éditions Le Manuscrit. Elle est aussi membre du comité de rédaction de la revue Téoros de l’UQAM, membre du comité éditorial de la revue de transfert Papilles et membre du Conseil scientifique de l’Institut européen d’histoire et de culture de l’alimentation (IEHCA) (2008-2017). 

### Travaux
Après avoir travaillé sur l’histoire de l’hygiénisme et de la santé, des loisirs (avec Alain Corbin) et du tourisme , Julia Csergo poursuit des travaux sur l’histoire de l’alimentation et de la nutrition. Sous cette thématique, elle se penche sur différents sujets tels que la gastronomie, les cultures et les patrimoines alimentaires matériels et immatériels ,. Également, elle établit un axe de réflexion sur la question de la valorisation du patrimoine alimentaire dans les sphères culturelles et touristiques remettant en question certains modèles préétablis,,,,,,,.
Sous ces thématiques, elle publia de nombreux livres et articles issus de ces recherches. Elle intervient également régulièrement dans des médias nationaux et spécialisés tels que France Inter, à titre d'experte scientifique dans l'ancien et le nouveau continent.

### Édition
Elle a été lectrice pour le département d'histoire des éditions Albin Michel (1986 à 1990), puis elle fut directrice de collection aux éditions Quai Voltaire (1991 à 1994) et aux éditions Autrement (1998 à 2002).

### Missions et expertise auprès des milieux d’élaboration des politiques
Considérées comme une experte, plusieurs missions issues de milieux d’élaboration des politiques sont confiées à Julia Csergo. Entre 1992-1995, elle fait partie des premiers titulaires de la chaire d’histoire culturelle de l’alimentation fondée à l’Institut Paul Bocuse présidée par Paul Bocuse. Parallèlement, elle est chargée de mission auprès de la Fondation Jean Troisgros de 1992 à 1997 pour les Arts de la table, présidée par Jean Auroux. Elle a ensuite rempli deux mandats auprès du ministère de l’Enseignement supérieur et de la Recherche . Dans un premier temps, elle a été responsable du volet scientifique de la mission de préfiguration de l’IEHCA entre 2000 et 2002 . Dans un deuxième temps, elle a été responsable scientifique du dossier de candidature du repas gastronomique des Français sur la liste représentative du patrimoine culturel immatériel de l’UNESCO (inscrit en 2010) entre 2008 et 2010,,,,. En 2016-2017, elle a été responsable scientifique du Mémoire pour la reconnaissance de la gastronomie comme industrie culturelle et créative à Montréal qui a abouti à inscrire la gastronomie dans les politiques culturelles de la ville.
Elle intervient comme conseillère ou experte scientifique auprès de nombreuses entreprises : le Salon international de l’hôtellerie et de la restauration -SIRHA (2006-2011) ; des institutions muséales - comme les musées départementaux de l’Ain et le domaine des Planons ; le MUCEM à Marseille pour l’exposition Le Grand Mezze ; le musée Pointe-à-Callière à Montréal pour l’exposition le repas français se raconte ; des régions – Mémoire Gastronomie 2020 (Lyon Métropole 2006-2007) ; Marseille-Provence Gastronomie 2020 ; Vallée de la gastronomie. Considérée comme une référence dans le domaine, elle est impliquée dans la création de nombreuses conférences et colloques sur les questions alimentaires  ,,.

### Livres et numéros de revues
- 1988. Liberté, égalité, propreté. La morale de l’hygiène au XIXe siècle, Paris, Albin Michel.
- 1997. Le Confident des dames. Histoire d’une intimité. Le bidet du XVIIIe au XXe siècle (avec Roger-Henri Guerrand), Paris, édition La Découverte (édition poche, 2009).
- 1999. Pot-au-feu. Familial, convivial. Histoire d’un mythe (dir.), Paris, éditions Autrement.
- 2001. Casse-Croûte. Aliment portatif, repas indéfinissable (dir.), Paris éditions Autrement.
- 2004. Histoire de l’alimentation : quels enjeux pour la formation ? (dir.), Dijon, Éducagri-ministère de l’agriculture.
- 2008. Voyages en gastronomie. L’invention des capitales et régions gourmandes (co-dir. avec Jean-Pierre Lemasson), Paris, éditions Autrement.
- 2009. Trop gros ? Les représentations de l’obésité (dir.), Paris, éditions Autrement  (ISBN 978-2746712683).
- 2012. L’artification du culinaire (co-dir. avec Évelyne Cohen), Revue Sociétés et Représentations, Presses de la Sorbonne.
- 2016.Tourisme et gastronomie (dir.), Téoros Revue de recherche en tourisme, 35/2.
- 2016.La gastronomie est-elle une marchandise culturelle comme une autre ? La gastronomie française à l’Unesco. Histoire et enjeux, Chartres, Menu Fretin.
- 2016. Jean-Louis Flandrin, le désir et le goût (dir.), Papilles. Culture et patrimoine gourmands, 46.
- 2018. Le Cuisinier et l’art. Art du cuisinier et cuisine d’artistes (co-dir. avec Frédérique Desbuissons), Paris, Institut national d’histoire de l’Art – Chartres, Menu Fretin.
- 2020. Escoffier : un engagement social et humaniste (dir.), Papilles. Culture et patrimoine gourmands, 53.
- 2020. Imaginaires de la gastronomie (co-dir. avec Olivier Etcheverria), Chartres, Menu Fretin avec le concours du CRSH.
- 2020. Le patrimoine culturel immatériel au seuil des sciences sociales (co-dir. avec Christian Hottin et Pierre Schmidt), Paris, éditions de la Maison des Sciences de l’homme.

### Chapitres de livres et articles (liste non exhaustive)

#### Épistémologie
- 2021. « Le refus des mots. Moralisme et présentisme en histoire » (avec Yves Gingras), Revue d’histoire culturelle, 2, avril.

#### Temps libre et loisirs urbains
- 1995. « Extension et mutations du loisir citadin. Paris XIXe-début XXe siècle », dans Alain Corbin (dir.), L‘Avènement des loisirs 1850-1960, Paris, Aubier, p.119-168 et 428-438. (ed. poche Champs Flammarion)
- 1996. « Dualité de la nuit, duplicité de la ville », dans Véronique Grappe-Nahoum (dir.), La Nuit. Revue Sociétés et Représentations, 4, Publications de la Sorbonne, p.105-120.
- 2004. « Quand la banlieue se fait partie de campagne. Loisirs périurbains et représentations de la banlieue parisienne, fin XVIIIe – XIXe siècles », dans Jean-Louis Robert et Myriam Tsikounas (dir), Imaginaires parisiens, Revue Sociétés et représentations, 17, Presses de la Sorbonne, p. 15-50.
- 2003. «The Picnic in Nineteenth – century France. A social Event Involving Food: Both a necessity and a form of Entertainment », dans Peter Scholliers et Marc Jacobs (eds), Eating out in Europe. Eating and drinking outside the home since the late 18th Century, Oxford, Berg Publishers, p.139-160.
- 2008 : « Le pique-nique ou le plaisir en partage », dans Francine Barthe-Deloisy (dir), Le Pique- nique, un bonheur ordinaire, Paris, Bréal, 2008, p.18-35.
- 2011. « La partie de campagne : une représentation du loisir périurbain », dans Myriam Tsikounas (dir), Imaginaires urbains, du Paris romantique à nos jours, Paris, éditions Le Manuscrit, p. 115-156.

#### Alimentation

##### Épistémologie
- 2004. « Introduction à l’histoire de l’alimentation. Éléments pour une approche des liens recherche-formation », dans Julia Csergo (dir), Histoire de l’alimentation : quels enjeux pour la formation ? Paris, éditions Educagri, ministère de l’Agriculture, p.11-28.
- 2020. « La gastronomie : ancrages d’un imaginaire » dans Julia Csergo et Olivier Etcheverria (dir.), Imaginaires de la gastronomie, Chartres, éditions Menu Fretin, p. 9-24.

##### Représentations sociales et culturelles
- 1995. Nostalgies du terroir », dans Sophie Bessis (dir.), Mille et une bouches. Cuisines et identités culturelles, éditions Autrement, Mutations 154, p. 156-162
- 1996. « Livre de cuisine et conscience régionale. L’exemple de l’Oberrheinisches Kochbuch de 1811 », Livres et recettes de cuisine en Europe XIVe- XIXe siècle, Cognac, Le Temps qu’il fait, p. 155-170.
- 1996. « L’émergence des cuisines régionales – France XVIIIe-XXe », dans Jean-Louis Flandrin et Massimo Montanari (dir.), Histoire de l’Alimentation, Paris, Fayard, p .823-841.
- 1997. « Tables provençales à la fin du XVIIe siècle », dans Gilbert Garrier (dir.), Boire et manger en Provence au temps de Madame de Sévigné, éditions université de Suze la Rousse, p.111-136.
- 1999. « La Poule-au-pot. Entre mythe culinaire et utopie politique », dans Julia Csergo (dir), Pot-au-feu. Familial, convivial. Histoires d’un mythe, Paris, éditions Autrement, Mutations 197, p. 78-95.
- 1999. « Coutumes culinaires et traditions des provinces de France », introduction à P.J.B. Le Grand d’Aussy, Histoire de la vie privée des français depuis l’origine de la nation jusqu’à nos jours (1782) première partie, Paris, Sciences en Situation, p.11-25.
- 2001. « La modernité alimentaire au XIXe siècle », dans Bruno Girveau (dir), À Table au XIXe siècle, Catalogue de l’exposition du Musée d’Orsay, éditions Flammarion/ Réunion des Musées Nationaux, p.42-69.
- 2006. « Les représentations de la gastronomie bordelaise, XIXe-début XXe siècle, dans Michel Figeac et Annie Hubert (dir), La table et les ports. Cuisine et société à Bordeaux et dans les villes portuaires, Bordeaux, Presses Universitaires de Bordeaux, p.103-144.
- 2020. « Influence of French Cooking Globallly » dans Herbert Meiselman (dir), Handbook of Eating and Drinking; Interdisciplinary Perspectives, Springer-Routeledge, p. 461-478.
- 2021. « Gastronomie française. Naissance et hégémonie d’une manière de la cuisine et de la table », dans Zeev Gourarier (dir.) Les tables du pouvoir. Une histoire des repas de prestige, catalogue de l’exposition du Musée du Louvre-Lens, p. 314-321.
- 2021. « La Méditerranée et les circulations alimentaires » (avec Édouard de Laubrie), Catalogue de l’exposition Le Grand Mezze, MUCEM (Marseille), Actes Sud, p. 167-178.

##### Art culinaire, gastronomie comme domaine culturel
- 2012. « L’Art culinaire ou l’insaisissable beauté d’un art qui se dérobe », dans Evelyne Cohen et Julia Csergo (dir), L’Artification du culinaire, Revue Sociétés et Représentations, Publications de la Sorbonne, 34, p. 13-36.
- 2014. « Introduction » aux Éloges de la cuisine française de Édouard Nignon (1933), Chartres, Menu Fretin, p. 5-33.
- 2018. « De l’esprit en cuisine : éléments d’introduction au Geist der Kochkunst de Carl Friedrich von Rumohr (1822-1832) » (avec Frédédique Desbuissons), dans Julia Csergo et Frédérique Desbuissons (dir), Le cuisinier et l’art. Art du cuisinier et cuisine d’artistes, Paris, Institut national d’histoire de l’art / Chartres, Menu Fretin, p. 105-115.
- 2018. « Quand la Villa Médicis accueille les Arts culinaires », dans Julia Csergo et Frédérique Desbuissons (dir), Le cuisinier et l’art. Art du cuisinier et cuisine d’artistes, Paris, Institut national d’histoire de l’art / Chartres, Menu Fretin, p. 133-148.

##### Tourisme et gastronomie
- 2006. « Quelques jalons pour une histoire du tourisme et de la gastronomie en France », dans Jean-Pierre Lemasson (dir) Tourisme Gourmand, Teoros- Revue de recherche en tourisme, 1/25, p.5-9.
- 2007. « Du discours gastronomique comme propagande nationale : le Club des Cent 1912-1930 », dans Françoise Hache-Bissette et Denis Saillard (dir), Gastronomie et identité culturelle française, Paris, Nouveau Monde Éditions, p.177-201.
- 2008. « Lyon, première Capitale mondiale de la gastronomie. 1925-1935 », dans Julia Csergo et Jean-Pierre Lemasson (dir), Voyages en gastronomies. L’invention des régions et des capitales gourmandes, Paris, éditions Autrement Mutations, p .33-50.
- 2015. « Mythologie du Palace : de la synthèse cosmopolite à la forme patrimoniale mondialisée. L’exemple du Ritz Carlton Montréal », Revue Droit et Pratique du tourisme, 1, p. 76-89
- 2016. « Le touriste gourmand vu par lui-même » (avec Élise Corneau-Gauvin), dans Julia Csergo (dir.) Tourisme et gastronomie, Téoros. Revue de recherche en tourisme de l’UQAM, 35, 2.
- 2016. « Tourisme et gastronomie. Quelques réflexions sur les conditions d’émergence d’un phénomène culturel », dans Julia Csergo (dir.) Tourisme et gastronomie, Téoros. Revue de recherche en tourisme de l’UQAM, 35, 2.

##### Patrimoines alimentaires
- 2010. « La Gastronomie dans les guides de voyage : de la richesse industrielle au patrimoine culturel, France XIXe – début XXe siècle », In Situ – Revue des patrimoines, 15, Ministère de la Culture et de la Communication, http://insitu.revues.org/
- 2011. Le « Repas gastronomique des Français » à l’Unesco : éléments d’une inscription au patrimoine culturel immatériel de l’humanité, 17 p, www.lemangeur-ocha.com
- 2016. « Du Trésor à l’Inventaire ; la mémoire patrimoniale de la gastronomie en France au XXe siècle », dans Sylvie Brodzniak et Sylvie Catellin (dir), Le Patrimoine en bouche. Nouveaux appétits, nouvelles mythologies, L’Harmattan, p.65-93.
- 2016. « Quelques enjeux de l’inscription de patrimoines alimentaires à l’Unesco », Revue Géoéconomie – Institut Choiseul, 1, n° 78, p.187-208.
- 2018. « Patrimoine culturel immatériel et mondialisation : le repas gastronomique des Français est-il soluble dans la diversité culturelle ? », dans François Chaubert (dir), Faire l’histoire de la mondialisation culturelle,Presses universitaires de Nanterre, p. 217-244.
- 2019. « Penser le(s) patrimoine(s) gastronomique(s) : à propos de quelques obstacles à l’appréhension d’un protéiforme au cœur d’un incertain », In Situ. Revue des patrimoines, 41.
- 2019. « Food as Collective Heritage Brand in the era of Globalization », International Journal of Cultural Property, Cambridge University Press, 25, 4, p. 449-468.
- 2020. « Les patrimoines alimentaires au PCI de l’Unesco : éléments de caractérisation et enjeux d’un label »,dans Julia Csergo, Christian Hottin et Pierre Schmidt (dir), Le patrimoine culturel immatériel au seuil des sciences sociales, Paris, éditions de la Maison des sciences de l’homme, collection Ethnologie de la France, p. 119-154.

##### Hygiénisme, nutrition, obésité
- 2004. Entre faim légitime et frénésie de la table : la science alimentaire au siècle de la gastronomie,Observatoire CNIEL de l’harmonie alimentaire (OCHA), www.mangeur-ocha.com
- 2009. « Quand l’obésité des gourmands devient une maladie de civilisation. 1850-1930 », dans Julia Csergo (dir), Trop Gros ? Les représentations de l’obésité, Paris, éditions Autrement Mutations 254, p. 14-29.
- 2009. « Food Consumption and Risk of Obesity, France 19 century » dans Virginie Amilien, Peter Atkins, Derek Oddy (eds), From under-consumption to Obesity : food in 20e Europe, Ashgate Publishing Ldt of Aldershot, p. 161-175.
- 2010. « L’éducation alimentaire mise en perspective : que nous apprend l’histoire ? », dans Institut français de nutrition, Éduquer les mangeurs ? De l’éducation nutritionnelle à l’éducation alimentaire, éditions de l’Institut français de Nutrition, p. 43-48.
- 2010. « De l’idéalisation à l’interdit du sucre, XIXe- début XXe siècle » », dans M.S.Billaux (dir), Le Goût du sucre. Plaisir et consommations, éditions Autrement Mutations 263, p.28-43.
- 2019. « Pomiane et la goutte. Une nouvelle querelle des gras et des maigres », dans Édouard de Pomiane, Vingt Plats qui donnent la goutte (1935), Chartres, Menu Fretin, p. 5-43.
- 2020. « Escoffier et la cuisine à bon marché », dans Julia Csergo (dir), Escoffier : un engagement social et humaniste, Papilles. Culture & Patrimoine gourmands, 53, p.42-61.
- 2021. « Le martyre de l’obèse. Quand l’imagerie du gros alimente la controverse », Mélanges en l’hommage de Myriam Tsikounas, Presses de la Sorbonne, p. 113-129.